# Anthémius (préfet du prétoire d'Orient)
Pour les articles homonymes, voir Anthémius (homonymie).
Flavius Anthémius (en grec :  Άνθέμιος, actif : 400–414) est un important haut-fonctionnaire de l’Empire romain d’Orient. Il détient pendant près de dix ans le poste de préfet du prétoire d’Orient à la fin du règne d’Arcadius et au début de celui de Théodose II, tenure exceptionnelle pour un poste habituellement de deux ans. À la mort de l’empereur Arcadius, Théodose II étant encore enfant, Anthémius est celui qui dirigea véritablement l’Empire d’Orient jusqu’en 414. Il disparait des sources à cette date, remplacé dans ses fonctions par Monaxius. On lui doit entre autres la construction des premiers murs de Théodose.

## Contexte historique

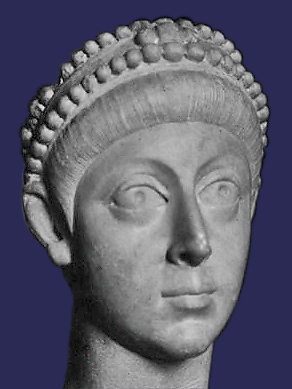
L’empereur Arcadius dont Flavius Anthémius fut pendant près de dix ans le préfet du prétoire d’Orient.

Arrivé au trône en bas âge, l’empereur Arcadius (r. 383 – 408), de caractère faible et hésitant, sera dominé tout au long de son règne par des ministres tout puissants et par son épouse, Aelia Eudoxia.
Les deux ministres qui s’imposeront au début de son règne furent le préfet du prétoire d’Orient Rufinus (influent : 392-395) qui disputa la tutelle d’Arcadius à son vis-à-vis d’Occident, Stilicon,  général en chef des armées (comes et magister utriusque militiae) de Théodose Ier. Selon ce dernier l’empereur lui aurait confié sur son lit de mort la tutelle de ses deux fils (Arcadius et Honorius) à une période où les Goths d’Alaric menaçaient l’empire.
Le deuxième fut Eutrope (influent : 395-399), brillant haut-fonctionnaire qui chercha à renforcer le pouvoir de la bureaucratie civile et à diminuer celui des militaires. Bon administrateur, il réussit à restaurer les finances du gouvernement et fit nommer comme patriarche de Constantinople le brillant prédicateur d’Antioche Jean Chrysostome qui entreprit immédiatement de réformer l’Église.
Homme austère et ascétique ce patriarche devait entrer en conflit avec l’impératrice Aelia Eudoxia (influente : 399-404) qui devint la personnalité dominante lorsqu’Eutrope fut écarté par le magister militum Gaïnas, allié des Goths, dont le pouvoir ne dura que quelques mois. L’impératrice et ses dames d’honneur ne cachaient ni la dépravation de leurs mœurs, ni leur gout immodéré pour le luxe ostentatoire, au grand déplaisir du patriarche qui ne cessait dans ses sermons de critiquer les femmes riches et leur conduite frivole. L’impératrice se vengea en le contraignant à l’exil en 404, ce qui provoqua de graves difficultés entre l’Est et l’Ouest, l’empereur Honorius, le pape Innocent et de nombreux évêques d’Occident appuyant ouvertement le patriarche. La mort de l’impératrice en 404, coïncida avec la nomination d’Anthémius comme préfet du prétoire d’Orient, lequel devint alors le principal conseiller de l’empereur.

## Début de la carrière

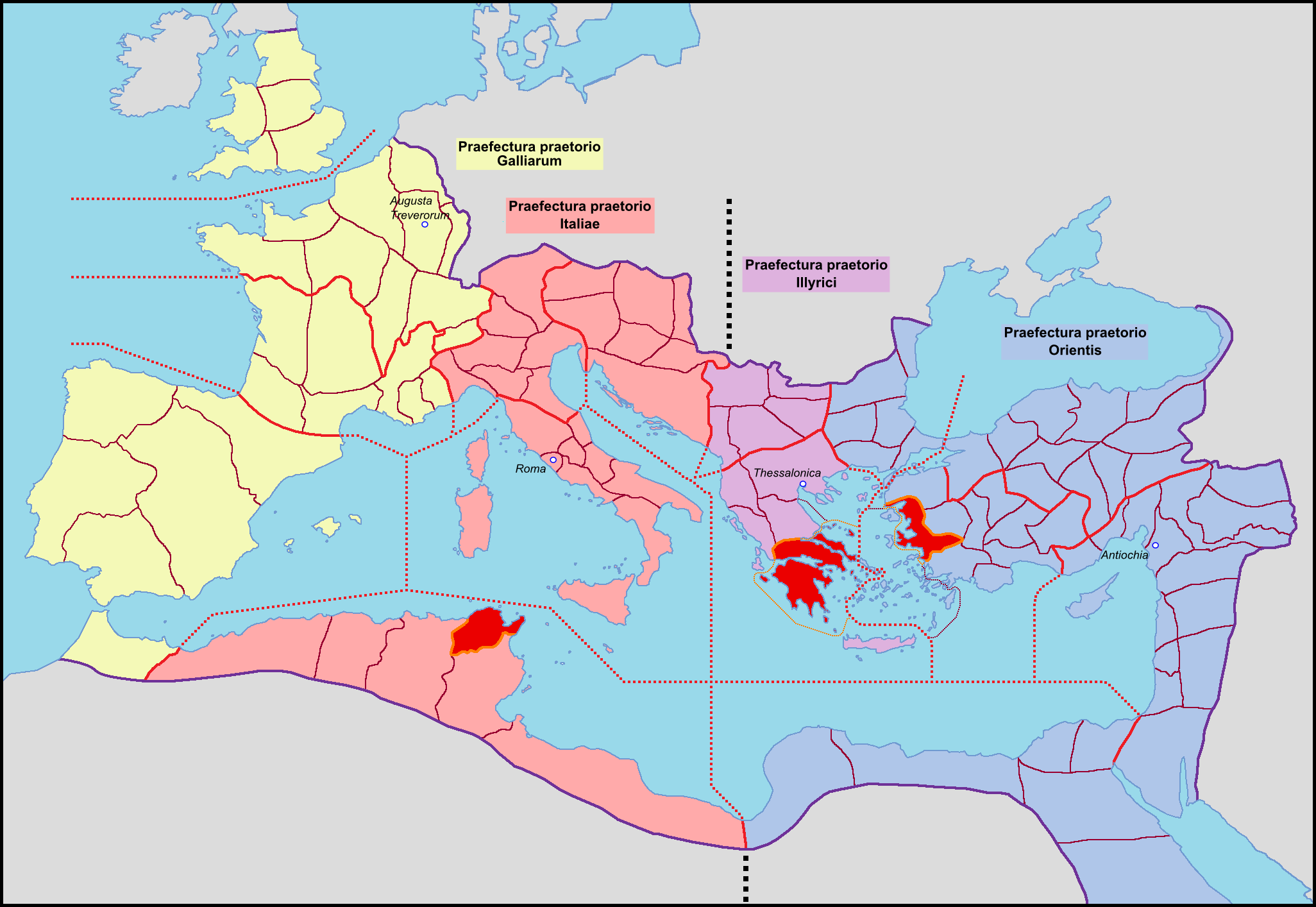
Carte de l'Empire romain et des préfectures du prétoire en 400 après J.-C. La préfecture du prétoire d’Orient est en gris.

Probablement d’origine égyptienne, Anthémius faisait partie de l’une des familles aristocratiques les plus distinguée de l’époque. Il était le petit-fils d’un autre préfet du prétoire d’Orient, Flavius Philippus qui exerça cette fonction en 346 et fut nommé consul pour l'année 348. Fonctionnaire, il devint sous le règne d’Arcadius comes sacrarum largitionum (Comte des largesses sacrées = ministre des Finances) vers ou en 400 et fut promu au poste de magister officiorum (Maitre des offices = responsable de la fonction publique) en 404. C’est à ce titre qu’il dut faire face aux émeutes qui suivirent la déposition finale de Jean Chrysostome à Pâques 404. Les ennemis du patriarche lui réclamèrent des troupes pour disperser la foule;  d’abord hésitant, Anthémius finit par céder tout en les prévenant qu’ils seraient responsables des conséquences. Il devait par la suite travailler avec le successeur de Chrysostome, le patriarche Atticus, pour entreprendre la reconstruction de l’église de la Sainte-Sagesse détruite par les émeutiers deux ans plus tôt.
En 405, il fut nommé consul pour l’Empire romain d’Orient, titre devenu largement honorifique, mais demeurant la plus haute distinction pouvant être attribuée à un citoyen et que les empereurs eux-mêmes ne dédaignaient pas de s’attribuer à l’occasion. Stilicon, célébré comme sauveur de Rome après sa victoire sur les Ostrogoths et leurs alliés barbares, était alors son vis-à-vis dans l’Empire d’Occident.

## Préfet du prétoire d’Orient

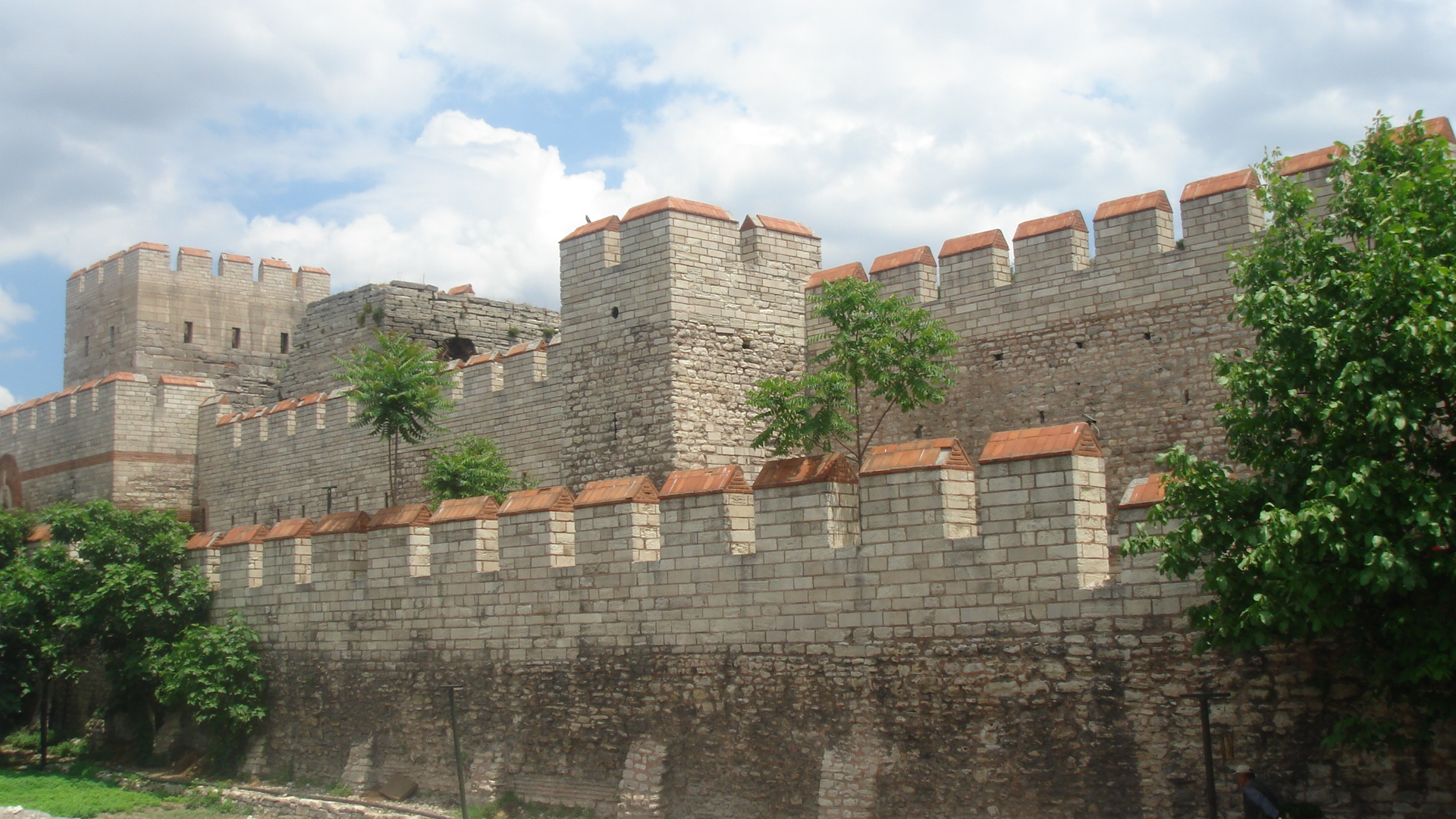
Une partie des murs dits « de Théodose » dont Anthémius supervisa la construction.

En 404/405, il fut appelé à succéder au préfet du prétoire d’Orient Eutyche qui en était à son second mandat, le premier s’étant terminé brutalement avec la chute de Gaïnas. Le 28 avril 406, il fut élevé au rang de patricien. Il était manifestement tenu en haute estime dans les sphères du pouvoir et le patriarche Jean Chrysostome le félicitant de sa nomination comme préfet du prétoire dira que « cette fonction est plus honorée par sa nomination  que lui-même ne l’est par sa nomination ». Durant les dernières années du règne d’Arcadius, il s’efforcera de maintenir l’autonomie et l’intégrité de l’Empire en dépit de nombreux défis sur le plan extérieur. Selon certaines sources d’Orient hostiles à Stilicon, le général aurait voulu que la préfecture du prétoire d’Illyricum où étaient installés Alaric Ier et ses Goths soit détachée de l’Empire d’Orient pour passer à l’Occident. Pendant la même période il dut faire face aux Isauriens qui ravageaient les provinces méridionales de l’Asie mineure. Sur le plan religieux, Anthémius fut à l’origine de nombre de lois contre le paganisme, le judaïsme et diverses hérésies chrétiennes.
Lorsqu’Arcadius mourut en 408, son fils et successeur, Théodose II (r. 408-450) n’avait que sept ans. Anthémius prit alors les commandes de l’État et fit preuve d’un remarquable dynamisme. Il entreprit des négociations qui devaient mener à un nouveau traité de paix avec l’Empire sassanide; il s’attacha également à renouer de bonnes relations avec la cour de Ravenne, la mort de Stilicon en 408, facilitant ce rapprochement.  Après une tentative infructueuse d’invasion par le roi des Huns Uldin, il fit reconstruire les murs de diverses villes de Thrace et renforcer  la flotte sur le Danube afin de mieux protéger les provinces de Mésie et de Scythie,.
Sur le plan domestique, il dut  réorganiser l’approvisionnement en blé de Constantinople. Ce blé provenait d’Égypte et sa distribution à Constantinople incombait au préfet de la Ville. Dans les années précédentes, le manque de navires de transport avait conduit à des disettes, la dernière ayant lieu en 408. Dès l’année suivante, Anthémius réorganisa le transport, faisant d’importantes remises de taxes aux importateurs, élargit les sources d’approvisionnement et établit un fonds d’urgence pour la distribution de grains aux citoyens. La même année il prit différentes mesures pour accroitre les recettes de l’État mais dut dès 414 faire remise de tous les arriérés accumulés pour les années 368 à 407.
Une partie de son œuvre subsiste encore aujourd’hui. Au début du Ve siècle, Constantinople avait commencé à s’élargir au-delà des murailles construites sous Constantin le Grand. La menace des Huns se précisant, Anthémius fit entreprendre dès 413 la construction d’une nouvelle muraille située à environ 1 500 mètres à l’ouest des anciennes. Destinée à soutenir un siège prolongée, celle-ci s’étendait sur 6,5 kilomètres de la mer de Marmara  jusqu’au quartier des Blachernes près de la Corne d’Or. Le travail fut complété en 413 et doublait pratiquement la superficie de la ville,.

## Brusque fin de carrière
Anthémius devait être remplacé comme préfet du prétoire d’Orient en 414 par Monaxius, préfet de la Ville de janvier 408 à avril 409 lorsque s’était produite une disette forçant la réorganisation de la distribution de blé. Il disparait alors subitement des sources et nous ignorons ce qu’il advint de lui après cette date. Certains historiens soutiennent qu’il fut chassé par l’Augusta Pulchérie; d’autres croient qu’il se retira simplement des affaires publiques et mourut de vieillesse,,.
Toutefois, même après son départ, ses descendants continuèrent à exercer un certain pouvoir politique. Par le mariage de sa fille au magister militum Procoppe, il devint le grand-père maternel du futur empereur de l’Ouest Anthémius. Il fut également le père du préfet du prétoire d’Orient Anthémius Isidore en 435-436, lequel devint consul pour l’Orient en 436,. Enfin, selon une vie de saint, il aurait eu une fille du nom d’Apollinaria qui se serait faite moinesse.